# Cody Bellinger
Cody Bellinger, född den 13 juli 1995 i Scottsdale i Arizona, är en amerikansk professionell basebollspelare som spelar för Los Angeles Dodgers i Major League Baseball (MLB). Han draftades av Dodgers i fjärde omgången 2013 och gjorde sin MLB-debut 2017, under vilken säsong han utsågs till årets rookie (årets nykomling). 2019 utsågs han till National Leagues mest värdefulla spelare (MVP).
Bellinger är son till Clay Bellinger, som också spelade i MLB.